# Nettuno nella fantascienza
Il pianeta Nettuno costituisce lo scenario di diverse opere letterarie, prevalentemente di fantascienza.

## Letteratura
- La prima apparizion di Nettuno nella letteratura risale al 1889, dove viene descritto come un luogo glaciale ma abitato (Earthborn!, romanzo il cui autore si firma Spirito Gentil, attribuito a George W. Hanna)[1].
- Nel racconto breve La stella (1897) di H. G. Wells Nettuno viene distrutto dalla collisione con un altro corpo celeste.
- Nel Ciclo di Cthulhu di Howard Phillips Lovecraft (1926) Nettuno è chiamato "Yaksh" ed è abitato da curiose creature fungoidi.
- Nel romanzo Infinito (Last and First Men) di Olaf Stapledon (1930) viene presentato come il pianeta ove la razza umana si stabilirà definitivamente, dopo una lunga evoluzione.
- Tritone, romanzo di Samuel R. Delany (1976), descrive la colonizzazione da parte dell'uomo di gran parte del sistema solare, incluso il satellite principale di Nettuno.

## Cinema e televisione
- Ne Punto di non ritorno (Event Horizon, 1997) di Paul W. S. Anderson, Nettuno è il pianeta su cui orbita la nave Event Horizon, riapparsa dopo essere scomparsa in una dimensione infernale.
- Nettuno è anche presente nel film Ad Astra, di James Gray, verso cui ci si reca il protagonista per raggiungere una base spaziale che orbita il pianeta.
- Nettuno è la destinazione del viaggio della nave Red Dwarf nell'omonima sitcom della BBC (1997); un incidente a bordo impedirà di raggiungerlo.
- Nell'anime Sailor Moon il pianeta è rappresentato dalla guerriera Sailor Neptune, che reca sulla fronte un tridente ed utilizza le armi dell'antica divinità greca Poseidone.
- Nella serie animata satirica di Futurama i Nettuniani sono una razza umanoide con quattro braccia, dalla carnagione violacea, che convivono con i terrestri nel sistema solare.
- Nell'anime giapponese Lamù Nettuno è rappresentato come un pianeta ghiacciato dove vive Oyuki, un'amica d'infanzia della protagonista; Oyuki è la regina del pianeta, ed ha il potere di controllare il ghiaccio, la neve ed il freddo. È anche in grado di aprire portali per spostarsi da un luogo all'altro.